# George Perry (naturalista)
George Perry (1771) è stato un naturalista inglese.

## Biografia
Non si conosce quasi nulla sulla vita di George Perry, se non che fu autore di due libri di storia naturale. Dovette vivere a Londra o nelle vicinanze di quella città. L'unica traccia che abbiamo di lui è la comparsa del suo nome nella lista dei membri della Palaeontographical Society, fondata nel 1847.
La sua prima opera s'intitola Arcana ; or the museum of natural history, una pubblicazione mensile pubblicata dal gennaio 1810 al settembre 1811 che trattava di uccelli, mammiferi, rettili, insetti e altre forme di vita animale. Fu autore di molte immagini di questa pubblicazione mentre l'incisione era affidata a T.L. Busby.
Nel 1811 pubblicò il suo secondo libro Conchology, or the natural history of shells : containing a new arrangement of the genera and species, illustrated by coloured engravings executed from the natural specimens, and including the latest discoveries (che comprende sessantuno disegni colorati a mano). Si tratta di un lavoro molto importante sulla tassonomia dei molluschi in quanto contiene alcune specie descritte per la prima volta. Con una presentazione di quattro pagine e un indice finale, l'opera presenta un testo posizionato davanti a ciascun bordo per descrivere le conchiglie in esso contenute.
La qualità delle illustrazioni delle due opere è molto variabile ma nel complesso migliore rispetto alla maggior parte dei libri del suo tempo. Come era uso comune, Perry copiò illustrazioni di altri autori (ad esempio Friedrich Wilhelm Martini (1729-1778), Johann Hieronymus Chemnitz (1730-1800) e Franz Michael Regenfuss (1713-1780) per i crostacei).
Il libro non venne ben accolto da tutti i naturalisti e Gérard Paul Deshayes (1795-1875) scrisse di lui:
(Gérard Paul Deshayes)
La rarità dell'opera spiega il prezzo che ha potuto spuntare nelle vendite all'asta (tra 8 500 e 18 000 dollari).